# České gotické malířství
Gotické malířství je významná kapitola ve výtvarném umění středověku českých zemí. Podobně jako valná část ostatních oborů středověkého umění je svou tematikou především náboženská, určená převážně pro chrámovou liturgii a devoci. Teprve od přelomu 14. a 15. století stále více zakázek směřovalo do světského prostředí.

## Kritéria hodnocení
Malířská produkce bývá hodnocena podle různých kritérií. Nejčastěji se dělí chronologicky do tří období české gotiky: na 1. ranou, klasickou malbu období posledních Přemyslovců, 2. vrcholnou, která zahrnuje 14. století od poklasické fáze až po krásný sloh, a konečně do třetího období se řadí pozdně gotická malba z období vlády poděbradské a jagellonské. Z hlediska technik a technologií ji lze rozdělit do čtyř okruhů: deskovou malbu, nástěnnou malbu, dále malbu iluminovaných rukopisů, jejímž základem byla kolorovaná a zlacená kresba. Poslední disciplínou oboru byla podkresba a rytina, kterou malíři připravovali jako polotovar pro další umělecká řemesla: takzvanou malbu jehlou prováděli na předkresleném schématu tkanin (na lněném plátně či na hedvábí) mistři vyšívači (krumpéři) církevních rouch (parament) a jiných chrámových textilií. Návrhové kresby malířů známe například z Ambraského náčrtníku; sloužily také pro barevná skleněná okna, tzv. vitráže, které se vytvářely dvojí technikou, skládáním barevných skel do olověných pásků, a malbou detailů švarclotem, kterou prováděli sklomalíři či všestranní sklenáři, organizovaní často v cechu s ostatními malíři. Autory rytiny, která se po roce 1400 stala samostatnou technikou nezávislou na malbě, bývali malíři nebo zlatníci.

## Desková malba

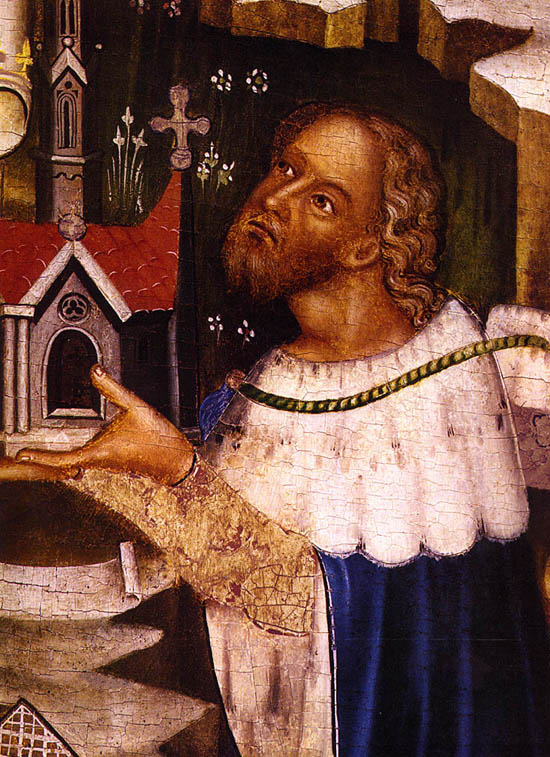
Výřez z obrazu Mistra vyšebrodského oltáře

Deskovou malbou se rozumí malba temperou či olejem na dřevě, nebo na plátně, kterým je deska potažena. deskové obrazy byly především určeny na oltáře kostelů, dále působili specializovaní štítaři a malíři dekorace na truhly.
Ucelený soubor deskových maleb se dochoval až z druhé poloviny 14. století, díla z předcházejícího období se dochovala pouze zlomkovitě. K nejstarším dílům se řadí desky z Roudnice s polopostavami apoštolů. Jedním z vynikajících děl je cyklus devíti oltářních obrazů ze života Kristova tzv. Mistra vyšebrodského a jeho žáků, na jejichž díla měla vliv italská škola. Do okruhu prací Mistra vyšebrodského patří i Madona z Veveří s ptáčetem, Zbraslavská a Strahovská a další díla. Rozvoj deskové malby nastává v polovině 14. století, kdy sám panovník Karel IV. podnítil tuto tvorbu. Z okruhu malířů králova dvora jsou nejvýznamnější umělci Tomáš z Modeny a Mistr Theodorik, který namaloval 129 desek představujících Nebeské vojsko Kristovo, na kterém předvedl velice jemné stínování barevného spektra a volné tahy štětce.

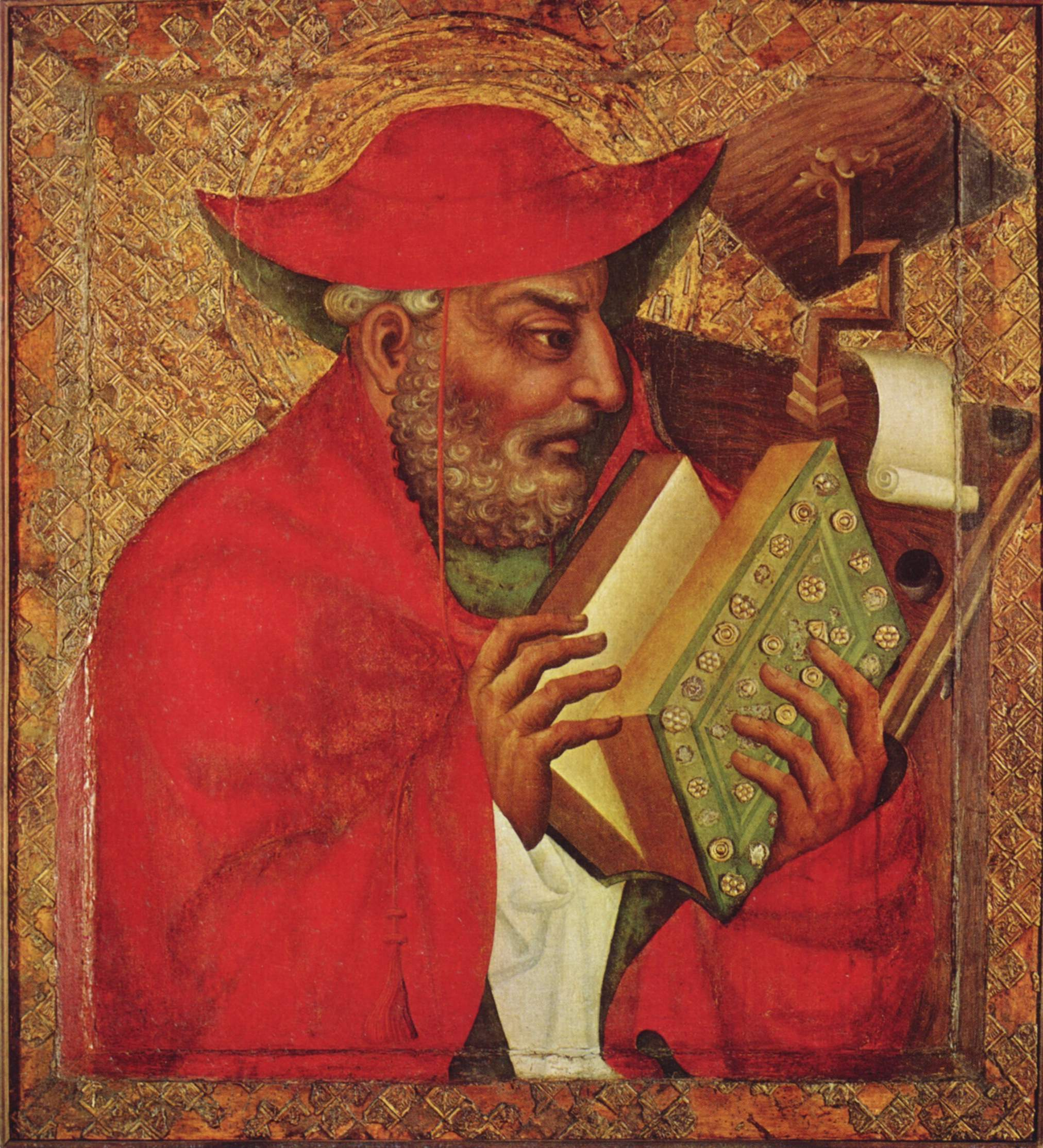
Sv. Jeroným od Theodorika

Z období panování Václava IV. pochází velká kolekce maleb neznámého malíře, který je nazýván Mistrem třeboňského oltáře. Ve své tvorbě používá nejpokrokovější techniky vlámské, francouzské a teodorikovské školy a předvádí vynikající znalost krásného slohu. Z přelomu století pochází obraz Madony zlatokorunské a Madona vyšebrodská (po roce 1420), na malbách se prolíná gotický idealismus s postupně se prosazujícím realismem. K vynikajícím dílům na Moravě patří dílo Mistra rajhradského pašijového cyklu.
Úpadek malířské tvorby je možné sledovat za husitských válek, kdy se malířství v podstatě přestalo rozvíjet díky odloučenosti od zahraniční umělecké tvorby.
Oživení deskové malby je možné sledovat během šedesátých let 15. století, kdy se postupně rozvíjejí umělecké vztahy se sousedními umělci. Dokládá nám to desková malba Zvěstování, na které je možné sledovat znalost nizozemského Mistra z Flémalle. K vynikajícím deskovým malířským dílům gotiky se řadí triptych P. Marie se světicemi ze sv. Barbory v Kutné Hoře, Mše sv. Řehoře z rajhradského kláštera, Svatoanežský oltář křižovníků v Praze. Ze západních Čech pochází deska Asumpty se sv. Vojtěchem a sv. Václavem z Vejprnic.
Desková malba vznikající po roce 1500 obsahuje již prvky postupně pronikající renesance, projevující se realistickou modelací objemů a podáním postav, perspektivou krajiny (kterou propracovali mistři podunajské krajiny). Vynikající díla z této doby představuje Mistr Litoměřického oltáře a jeho žáci. Významná je sekularizace malby, zejména tvorba šlechtických portrétů.

## Nástěnná malba

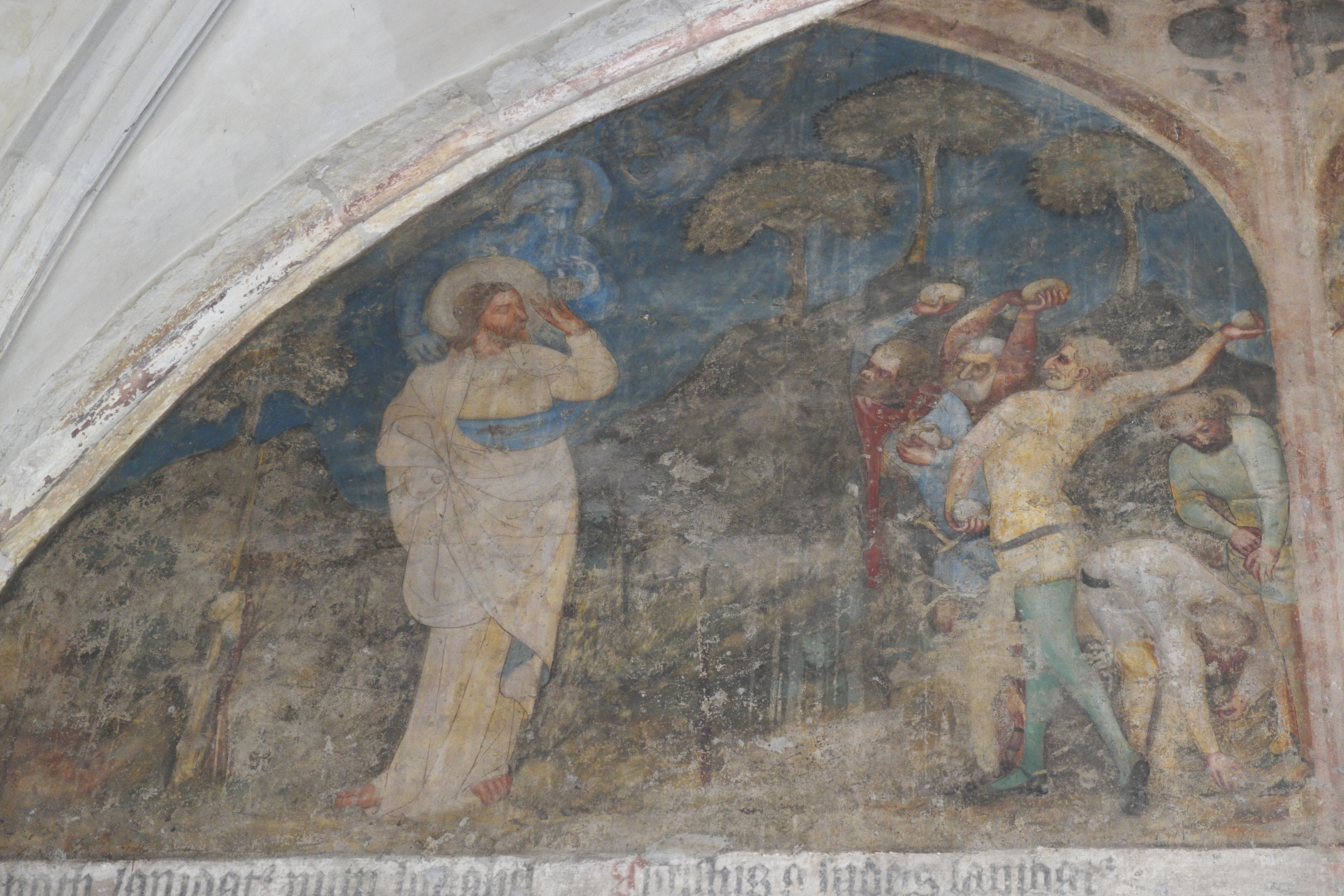
Kamenování Krista na vinici, křížová chodba Emauzského kláštera

Široký okruh témat a stylů zahrnuje malba nástěnná. Měla základ v románské tradici a postupně přebírala prvky gotického stylu, nová témata a schémata jejich zpodobení. Sloužila k výzdobě stěn chrámů, hradů i paláců.
Z první poloviny 14. století se nám dochovala řada gotických nástěnných maleb v kostelích. K nejstarším patří malby v Janovicích nad Úhlavou, Průhonicích, Písku, Kašperských Horách. Mezi významné doklady patří i Svatojiřská legenda z Jindřichova Hradce datovaná k roku 1338. Významné malby pocházejí z kapitulní síně ze strakonické komendy johanitů. Z dob panování Karla IV. pochází malířská výzoba kaple sv. Kříže a sv. Kateřiny na hradě Karlštejně. V době Karlova panování vznikla také mozaika Poslední soud a Zlaté bráně svatovítské katedrály. Před husitskými válkami byl vyzdoben kostel sv. Jiljí v Třeboni a sv. Apolinář v Praze.
Z období pohusitských válek pochází cyklus ze života sv. Barbory v kapitulní síni františkánského kláštera v Plzni. Do 80. let 15. století spadá výzdoba kaple hradu Zvíkova. Renesanční výzdobné prvky mají malby v Smíškovské kapli v chrámu sv. Barbory v Kutné Hoře, podobně jako malby Zelené světnice na zámku v Blatné. Z prvních let 16. století pochází přemalba kaple sv. Václava ve svatovítovské katedrále na Pražském hradě provedená Mistrem litoměřického oltáře.

## Knižní malba

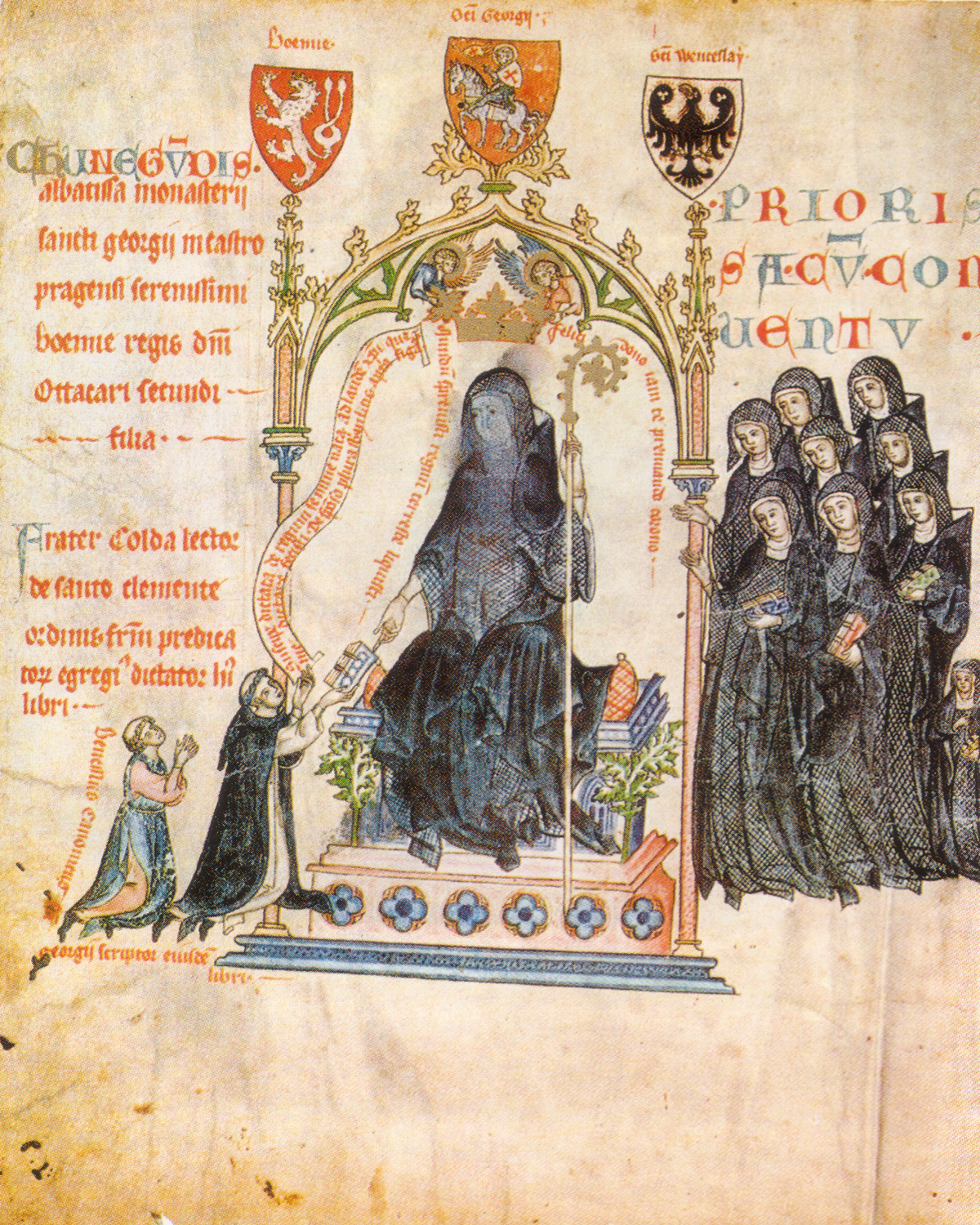
Iluminace z Pasionálu abatyše Kunhuty

Významná pozice gotického malířství náležela knižní malbě, která již od přelomu období románského a rané gotiky dosahovala vynikajících výsledků. K nejstarším dílům přelomového období náleží rukopisy stylizující drapérii postav do tzv. lámaného stylu (německy Zackenstil) od 60. let 13. století. Patří k nim Ostrovský žaltář. Z rané fáze klasické gotiky (kolem roku 1280) pochází Františkánský brevíř, vzniklý ve skríptóriu kláštera křižovníků s červeným srdcem (jinak též cyriaků) na Starém Městě pražském a dva Svatojiřské rukopisy.
Z poklasického slohového období pochází tzv. Osecký lekcionář Arnolda Míšeňského a nejvýznamnější iluminovaný rukopis své doby, Pasionál abatyše Kunhuty. Tento mystický spis dominikánského mnicha a spisovatele Koldy z Koldic o tajemství Těla a Umučení Krista je bohatý jak po stránce ikonografické (tomu odpovídají vyobrazení), tak formálním pojetím obrázků.
Další vynikající dílo poklasické gotiky představuje obrazová bible Velislavova, která je svými téměř čtyřmi stovkami komiksových obrázků vůbec nejbohatší obrázkovou knihou českého středověku a zahrnuje ilustrace Starého zákona, Zjevení sv. Jana a legendy o životě sv. Václava a sv. Ludmily. Nebyla však dokončena. Stylově podobné, ale motivicky chudší dílo představuje Liber depicus, pocházející z minoritského kláštera v Českém Krumlově.
Italský vliv se projevuje na rukopisu Speculum humanae salvationis z Kapitulní knihovny pražské. Z šedesátých let 14. století pocházejí čtyři chorální knihy pro Svatovítovský chrám.
Období panování Václava IV. přináší především miniaturní malířství dvorské, představující se vrcholným dílem této doby, šestidílnou Biblí Václava IV. Těsně předhusitskské období, v němž se krásný sloh prolíná s nastupující pozdní gotikou, představuje nejvýznamnější iluminovaný Cestopis Johna Mandevilly z let 1410-1420 v exempláři z Britské knihovny v Londýně.
Z konce 15. století pochází řada graduálů a kancionálů, objednávaných městskými literátskými bratrstvy (Antifonář kutnohorský z roku 1471, Kancionál Janíčka Zmizelého z Písku, kutnohorský Smíškovský graduál z roku 1491). U těchto děl můžeme sledovat ikonografické bohatství, zejména ve vyobrazení reálného světa, ale také částečný formální úpadek, iluminace nedosahovala předhusitských kvalit. Omezování a zavírání iluminátorských dílen bylo následkem postupně se rozšiřujícího knihtisku.

## Sklomalba
Nejstarší písemně doložené vitráže z roku 1278 ze Svatovítské baziliky se nedochovaly, fragmenty oken z kostelů ve Slivenci, z Oseka nebo z hradu Kost dosvědčují vysokou úroveň tehdejšího malířství na skle.